# NIPPO・ヴィーニファンティーニ・ファイザネ
NIPPO・ヴィーニファンティーニ・ファイザネ (Nippo-Vini Fantini-Faizanè) は、2019年まで存在していたUCIプロコンチネンタルチーム登録の自転車ロードレースチーム。
日本の道路舗装最大手の建設会社・NIPPOの支援の下、代表者である大門宏を中心に世界で戦える日本人の育成を行ってきた。
メインスポンサーはNIPPOとイタリアのワインメーカー、ファルネーゼ社（ヴィーニファンティーニはそのブランド名）で、イタリアの自転車メーカー・ウーゴ・デ・ローザ・エ・フィーリと提携する。
2014年まではコンチネンタルチームとして活動を行ってきたが、2015年よりイタリア登録のUCIプロフェッショナルコンチネンタルチームとなった。日本とヨーロッパを拠点にした国際チームであった。

## チーム遍歴
1985年に日本鋪道レーシングチームとして創設され、以来日本の有力ロードレースチームとして知られる。1990年代には、イタリア・スイス・フランスに拠点や海外研修制度を設けるなどヨーロッパでの活動に力を入れてきた。2002年にはジュラスイスと合併し、「日本鋪道・ジュラスイス (Jura Suisse - Nippon Hoddo)」としてプロ登録した。2003年9月、UCIにTT3登録をし日本初のプロロードレースチームとなった。同年10月に日本鋪道がNIPPOコーポレーションと社名を変更したことにより、チームNIPPOと改称する。2005年、UCIの制度改革を受け、コンチネンタルチームとなる。2006年は、運営体制の都合でコンチネンタルチーム登録を見送り、全日本実業団自転車競技連盟登録の地域チームとなった。
2007年、NIPPOコーポレーションは、プロロードレースチームエキップアサダを支援する。これによりチームNIPPOの欧州組がエキップアサダに合流する形で再編され、ヨーロッパでの活動を中心とする「NIPPOコーポレーション・梅丹本舗・エキップアサダ」と、日本国内で活動する若手主体の「チームNIPPOコーポレーション・コルナゴ」となった。
2008年にはエンデカのチームマネジャー・シモーネ・モーリの共同運営の実績を基礎として、両者が合流する形でチームNIPPO・エンデカが発足した。また若手主体の「チーム・コルナゴ」も実業団登録として活動。2009年には「チームNIPPO」「チームNIPPO・エンデカ」「チーム・コルナゴ」の３チームを統合しメインスポンサーにコルナゴを迎えて、チームNIPPO・コルナゴとして活動。
2010年は再びUCIコンチネンタル登録をしチームNIPPOとして活動する。また若手育成の為、U-23チームのチームユーラシアが株式会社NIPPOとムセーウ・バイクのサポートを受けベルギーを拠点に活動を開始した。
2011年はイタリアの建設会社、ダンジェロ＆アンティヌウッチをメインスポンサーとするイタリア籍のチームとして登録。日本を含めたアジアツアー、ヨーロッパツアー、アメリカツアーに参戦。
自転車は長年使用してきたコルナゴからダニーロ・ディルーカのイタリアの新興メーカーキクロス(KYKLOS)に変わった。
2012年はダンジェロ＆アンティヌウッチが抜けてチームNIPPOとして活動した。監督は大門宏と、かつて2000年のツール・ド・フランスでマイヨ・ジョーヌを着用したアルベルト・エッリである。
2013年はイタリアの自転車メーカーウーゴ・デ・ローザ・エ・フィーリ(De Rosa)がセカンドスポンサーになりチームNIPPO・デローザとして活動した。UCIアジアツアーのチームランキングでは2位につけ、チームのエース、ジュリアン・アレドンドはUCIアジアツアー年間チャンピオンに輝いた。
2014年はイタリアのワインメーカー、ファルネーゼをメインスポンサーに迎え、ヴィーニファンティーニ・NIPPOとして活動。アジアツアーとヨーロッパツアーを中心に参戦。また、アジアのチームとして初めて「MPCC（信用ある自転車競技を目指す運動）」に加入し、ドーピング等の不正を許さないとする姿勢を示した。
2015年からはイタリア登録のプロフェッショナルコンチネンタルチーム、NIPPO・ヴィーニファンティーニとして活動する。ダミアーノ・クネゴをチームのキャプテンに迎え、ヨーロッパを拠点にUCIワールドツアーを含む世界のトップレースで戦う。NIPPOは同時にニュージーランド籍のコンチネンタルチーム、チャンピオンシステムを結成し、サテライトチームとして支援する。
2017年、 ルーマニア選手権・個人タイムトライアルにてエドワード・グロスが優勝。ジャパンカップサイクルロードレースではマルコ・カノラがクリテリウムとロードレースの両方を制し、大会初となる2冠を達成した。
2018年、イタリアの精肉会社エウローパ・オヴィーニ (Europa Ovini) がスポンサーに加わり、チーム名はNIPPO・ヴィーニファンティーニ・エウローパオヴィーニとなった。ティレーノ〜アドリアティコにてニコラ・バジオーリが山岳賞を獲得。 ルーマニア選手権・ロードレース、個人タイムトライアルにてエドワード・グロスが優勝。
2019年、イタリアのプラスチック加工会社ファイザネ（FAIZANE）がスポンサーに加わり、NIPPO・ヴィーニファンティーニ・ファイザネとなる。3年ぶりの参戦となったジロ・デ・イタリア2019では、第18ステージにおいてダミアーノ・チーマが逃げ切ってステージ優勝。チームにとってグランツール初勝利をもたらし、総合フーガ賞（大会期間中の合計で最も長い距離を逃げた選手に贈られる賞典）も獲得している。また、グランツール初参戦となった初山翔も第3ステージで144キロを単独で逃げてフーガ賞を獲得するなど、総合では142位と最下位での完走ながらも果敢な走りでイタリア国内での注目を集め、主催者の計らいで特別に最下位完走者の証「マリア・ネラ（黒いジャージ）」を贈られた。
7月16日、ガゼッタ・デッロ・スポルトは2019年をもってチームが解散することを報じた。

## チーム名遍歴
- 1985-1998 日本鋪道レーシングチーム
- 1998-1999 日本鋪道・ベッソン(1998年はVC.ルガノ・日本鋪道、ピッチシューズ・日本鋪道・VC.ルガノの3チーム体制)
- 2000-2001 日本鋪道レーシングチーム
- 2002-2003 日本鋪道・ジュラスイス(コンチネンタル登録)
- 2004-2005 チームNIPPO・ユニカ(コンチネンタル登録)
- 2006 チームNIPPO・KFS
- 2007 チームNIPPO・コルナゴ、NIPPOコーポレーション・梅丹本舗・エキップアサダ(コンチネンタル登録)

　※2チーム体制
- 2008 チームNIPPO・コルナゴ、チームNIPPO・エンデカ(コンチネンタル登録)

　※2チーム体制
- 2009 チームNIPPO・コルナゴ
- 2010 チームNIPPO(コンチネンタル登録)
- 2011 ダンジェロ＆アンテヌッチ・NIPPO(コンチネンタル登録、チーム籍はイタリア)
- 2012 チームNIPPO
- 2013 チームNIPPO・デローザ
- 2014 ヴィーニ・ファンティーニ・NIPPO
- 2015-2017 NIPPO・ヴィーニファンティーニ(プロコンチネンタル登録、チーム籍はイタリア)
- 2018 NIPPO・ヴィーニファンティーニ・エウローパオヴィーニ
- 2019 NIPPO・ヴィーニファンティーニ・ファイザネ

## エンデカ

### チーム・エンデカ
2006年はセルビア・モンテネグロ登録の「チーム・エンデカ (Team Endeka)」として、2007年はサンマリノ登録の「チネリ・エンデカ・OPD (Cinelli-Endeka-OPD)」として活動した。いずれもコンチネンタルチーム登録。

### シモーネ・モーリ
エンデカのチームマネジャーのシモーネ・モーリは、2002年に日本鋪道・ジュラスイス所属選手として、ツール・ド・北海道の総合優勝を果たした。2003年秋には大門とともにイタリアにスポーツ興行活動運営法人「EURASIAN SPORT S.L.R」を設立、チーム運営を行った。

## 選手

### 2019年
| 選手名                                        | 所属年 | 国籍       | 生年月日       | 主な戦績                                                   | 前所属先                 | その他 |
| --------------------------------------------- | ------ | ---------- | -------------- | ---------------------------------------------------------- | ------------------------ | ------ |
| ルーベンダリオ・アコスタ (Ruben Dario Acosta) | 2019-  | コロンビア | 1996年8月20日  |                                                            | Bicicletas Strongman     |        |
| ニコラ・バジオーリ (Nicola Bagioli)           | 2016-  | イタリア   | 1995年2月19日  | Trofeo Laigueglia2018(1.HC)4位                             |                          |        |
| ジョアン・ボゥ (Joan Bou)                     | 2017-  | スペイン   | 1997年1月16日  | ツアー・オブ・コリア2018(2.1)総合15位                      |                          |        |
| マルコ・カノラ (Marco Canola)                 | 2017-  | イタリア   | 1988年12月26日 | ジロ・ディ・イタリア2014(2.WUT) ステージ14優勝             | ユナイテッドヘルスケア   |        |
| ダミアーノ・チーマ (Damiano Cima)             | 2017-  | イタリア   | 1993年9月13日  | ツアー・オブ・シンタイ2018 総合優勝                        |                          |        |
| イメリオ・チーマ (Imerio Cima)                | 2017-  | イタリア   | 1997年10月29日 | ツアー・オブ・タイフーレイク2018 第5ステージ2位、総合9位   |                          |        |
| 初山翔 (Sho Hatsuyama)                        | 2018-  | 日本       | 1988年8月17日  | 全日本選手権ロードレース 2016 優勝                         | ブリヂストン・アンカー   |        |
| 伊藤雅和（Masakazu Ito）                      | 2017-  | 日本       | 1988年6月12日  |                                                            | 愛三工業                 |        |
| フアンホセ・ロバト (Juan Jose Lobato)         | 2018-  | スペイン   | 1988年12月30日 | ブエルタ・ア・ラ・コムニダ・デ・マドリー(2.1)2016 総合優勝 |                          |        |
| ジョバンニ・ロナルディ (Giovanni Lonardi)     | 2019-  | イタリア   | 1996年11月9日  |                                                            |                          |        |
| モレノ・モゼール (Moreno Moser)               | 2019-  | イタリア   | 1990年12月25日 | トロフェオ・ライグエーリア2018(1.HC) 優勝                  | アスタナ                 |        |
| 中根英登 (Hideto Nakane)                      | 2017-  | 日本       | 1990年5月2日   |                                                            | 愛三工業                 |        |
| 西村大輝 (Hiroki Nishimura)                   | 2018-  | 日本       | 1994年10月20日 |                                                            | シマノレーシング         |        |
| アレハンドロ・オソリオ (Alejandro Osorio)     | 2018-  | コロンビア | 1998年5月28日  | ジロ・シクリスティコ・デ・イタリア2018 総合6位             | GW-Shimano               |        |
| イヴァン・サンタロミータ (Ivan Santaromita)   | 2017-  | イタリア   | 1984年4月30日  | 2013イタリアナショナルチャンピオン                         | スカイドライブ・ドバイ   |        |
| 吉田隼人 (Hayato Yoshida)                     | 2018-  | 日本       | 1989年5月19日  | ツール・ド・台湾2013 ステージ7 優勝                        | マトリックス・パワータグ |        |
| フィリッポ・ザッカンティ (Filippo Zaccanti)   | 2018-  | イタリア   | 1995年9月12日  |                                                            |                          |        |

### 過去に所属した主な選手
2018年
- ダミアーノ・クネゴ (Damiano Cunego ) ( イタリア)
- エドワード・グロス（英語版） (Eduard Michael Grosu) ( ルーマニア)
- アラン・マランゴーニ (Alan Marangoni) ( イタリア)
- 小林海（英語版） (Marino Kobayashi) ( 日本)
- 内間康平（Kohei Uchima） ( 日本)
- マルコ・ティッツァ（英語版） (Marco Tizza) ( イタリア)
- シモーネ・ポンツィ（英語版） (Simone Ponzi) ( イタリア)

2017年
- ピエールパオロ・デグネリ（英語版） (Pierpaolo De Negri) ( イタリア)
- ジュリアン・アレドンド (Julian Arredondo) ( コロンビア)
- ジャコモ・ベルラート（英語版） (Giacomo Berlato) ( イタリア)
- アレッサンドロ・ビソルティ（英語版） (Alessandro Bisolti) ( イタリア)
- イウリィ・フィロージ（英語版） (Iuri Filosi) ( イタリア)
- 小石祐馬（Yuma Koishi）（ 日本）
- 窪木一茂（Kazusige Kuboki）（ 日本）
- ニコラス・マリーニ（英語版） (Nicolas Marini) ( イタリア)
- リカルド・スタッキオッティ（英語版） (Riccardo Stacchiotti) ( イタリア)

2016年
- グレガ・ボレ (Grega Bole) ( スロベニア)
- ダニエーレ・コッリ（英語版） (Daniele_Colli) ( イタリア)
- 石橋学（Manabu Ishibashi）（ 日本）
- アントニオ・ニーバリ（英語版） (Antonio Nibali) ( イタリア)
- アントニオ・ヴィオーラ（英語版） (Antonio Viola) ( イタリア)
- 山本元喜 (Genki Yamamoto) ( 日本)
- ジャンフランコ・ジリオーリ（英語版） (Gianfranco Zilioli) ( イタリア)

2015年
- 黒枝士揮 (Shiki_Kuroeda) ( 日本)
- アレッサンドロ・マラグーティ（英語版） (Alessandro Malaguti) ( イタリア)
- マッティア・ポッツォ（英語版） (Mattia Pozzo) ( イタリア)

2013年
- ジュリアン・アレドンド（Julian David Arredondo Moreno）（ コロンビア）
- フォルトゥナート・バリアーニ（Fortunato Baliani）（ イタリア）
- 福島晋一（Shinichi Fukushima）（ 日本）
- 中根英登（Hideto Nakane）（ 日本）
- 早川朋宏（Tomohiro Hayakawa）（ 日本）
- レオナルド・ピニツォット（Leonardo Pinizzotto）（ イタリア）
- アドリアン・リケーゼ（Adrian Ezequiel Richeze）（ アルゼンチン）
- マウロ・アベル・リケーゼ（Mauro Abel Richeze）（ アルゼンチン）
- 内間康平（Kohei Uchima）（ 日本）

2012年
- 佐野淳哉（ 日本）
- マキシミリアーノ・リケーゼ（ アルゼンチン）
- 小森亮平（ 日本）

2011年
- ミゲル・アンヘル・ルビアーノ（ コロンビア）
- ルーカ・アスカーニ（ イタリア）
- 菊池誠晃（ 日本）

2010年
- 宮澤崇史（ 日本）
- 井上和郎（ 日本）
- 中島康晴（ 日本）
- 増田成幸（ 日本）
- 藤岡徹也（ 日本）

## チームマネージャー・監督・コーチ

### 2018
監督
- 大門宏
- 福島晋一
- マリオ・マンゾーニ（Mario Manzoni）
- ヴァレリオ・テバルディ（Valerio Tebaldi）
- アレッサンドロ・ドナーティ（Alessandoro Donati）

### 2017
監督
- 大門宏
- 福島晋一
- ステファノ・ジュリアーニ（Stefano Giuliani）
- マリオ・マンゾーニ（Mario Manzoni）
- ヴァレリオ・テバルディ（Valerio Tebaldi）

### 2016
監督
- 大門宏
- 福島晋一
- ステファノ・ジュリアーニ
- マリオ・マンゾーニ

### 2015
監督
- 大門宏
- ステファノ・ジュリアーニ

### 2014
マネージャー
- 大門宏

監督
- ステファノ・ジュリアーニ

コーチ
- 橋川健 チームNIPPOコーチ兼チームユーラシア・IRCタイヤ監督
- アレッサンドロ・スペシャレッティ

### 2013
監督兼マネージャー
- 大門宏（DAIMON Hiroshi）

監督
- アルベルト・エッリ（ELLI Alberto）
- フェブライ・ファビリツオ（FABBRI Fabrizio）
- フランキーニ・プリモ（FRANCHINI Primo）

コーチ
- 橋川健 チームNIPPOコーチ兼チームユーラシア ムセーウバイク監督

メカニック
- 西　勉（NISHI Tsutomu）※西イチゴ園
- 大西 恵太（ONISHI　Keita）
- 中山 直樹（NAKAYAMA　Naoki）※サイクルショップ Positivo